# Shastasauridae

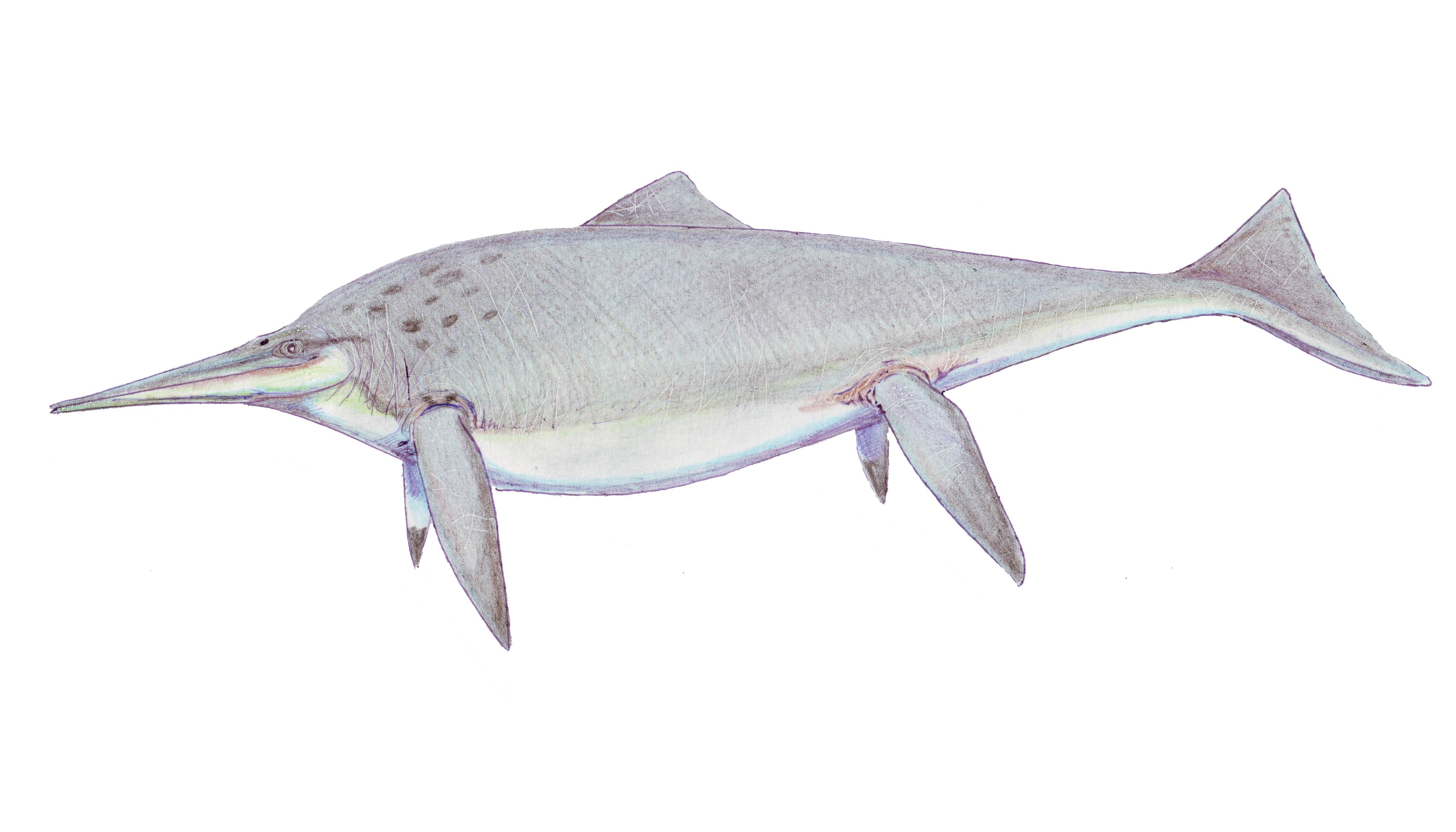
Recreación en vida del shastasáurido Shonisaurus popularis

Los shastasáuridos (Shastasauridae) son una familia de ictiosaurios que vivieron desde el Triásico Inferior hasta el Triásico Superior, en lo que hoy es Asia, Norteamérica y Europa que incluye a los géneros Shastasaurus y Shonisaurus. Muchos otros ictiosaurios del Triásico han sido asignados a esta familia en el pasado, pero análisis filogenéticos posteriores sugieren que estas especies forman un grado evolutivo de ictiosaurios primitivos más que un verdadero clado o agrupación evolutiva que pueda ser llamada Shastasauridae. 
Shastasauridae fue denominado por el paleontólogo estadounidense John Campbell Merriam en 1895 junto con el recién descrito género Shastasaurus. En 1999, Ryosuke Motani instauró el clado Shastasauria para incluir a Shastasaurus, Shonisaurus y varios otros shastasáuridos tradicionales, definiéndolo como un taxón basado en raíces que incluye a "todos los merriamosaurianos más cercanamente relacionados con Shastasaurus pacificus que a Ichthyosaurus communis." Él también redefinió a Shastasauridae como un taxón basado en nodo que incluye a "el último ancestro común de Shastasaurus pacificus y Besanosaurus leptorhynchus y todos sus descendientes" y a Shastasaurinae, el cual Merriam nombró en 1908, como un taxón que incluye "al último ancestro común de Shastasaurus y Shonisaurus, y a todos sus descendientes." En un esquema de clasificación alternativa, el paleontólogo Michael Maisch restringió a Shastasauridae al género Shastasaurus y situó a Shonisaurus y a Besanosaurus en sus propias familias monotípicas, Shonisauridae y Besanosauridae.
En 2024, Lomax et al. describieron Ichthyotitan severnensis como un nuevo género y especie de un probable shastasáurido, a partir de fragmentos encontrados en las costas de Somerset en el Reino Unido, que tendría una estimación de longitud de 25 metros, lo que lo convertiría en uno de los reptiles marinos más grandes jamás descritos.